# Arthur Jensen
Arthur Robert Jensen (San Diego, California, 24 de agosto de 1923-ibídem, 22 de octubre de 2012) fue un distinguido profesor de psicología educativa en la Universidad de California, Berkeley, Estados Unidos.
Jensen fue controvertido, en gran parte por sus conclusiones sobre las causas de las diferencias de inteligencia basadas en la raza.

## Biografía
Arthur Jensen fue conocido por su trabajo en la psicometría y la psicología diferencial, que se ocupa de cómo y por qué las personas difieren conductualmente entre sí.
Fue un gran defensor de la posición hereditaria en el debate innato o adquirido, posicionándose en que la genética juega un papel importante en los rasgos de comportamiento, como la inteligencia y la personalidad. Fue el autor de más de 400 artículos científicos en publicaciones referentes y participó activamente en las revistas científicas Intelligence y Personality and Individual Differences.
Fue una figura polémica, en gran parte por sus conclusiones sobre las causas de las diferencias basadas en la raza y en la inteligencia.

## Publicaciones y bibliografía

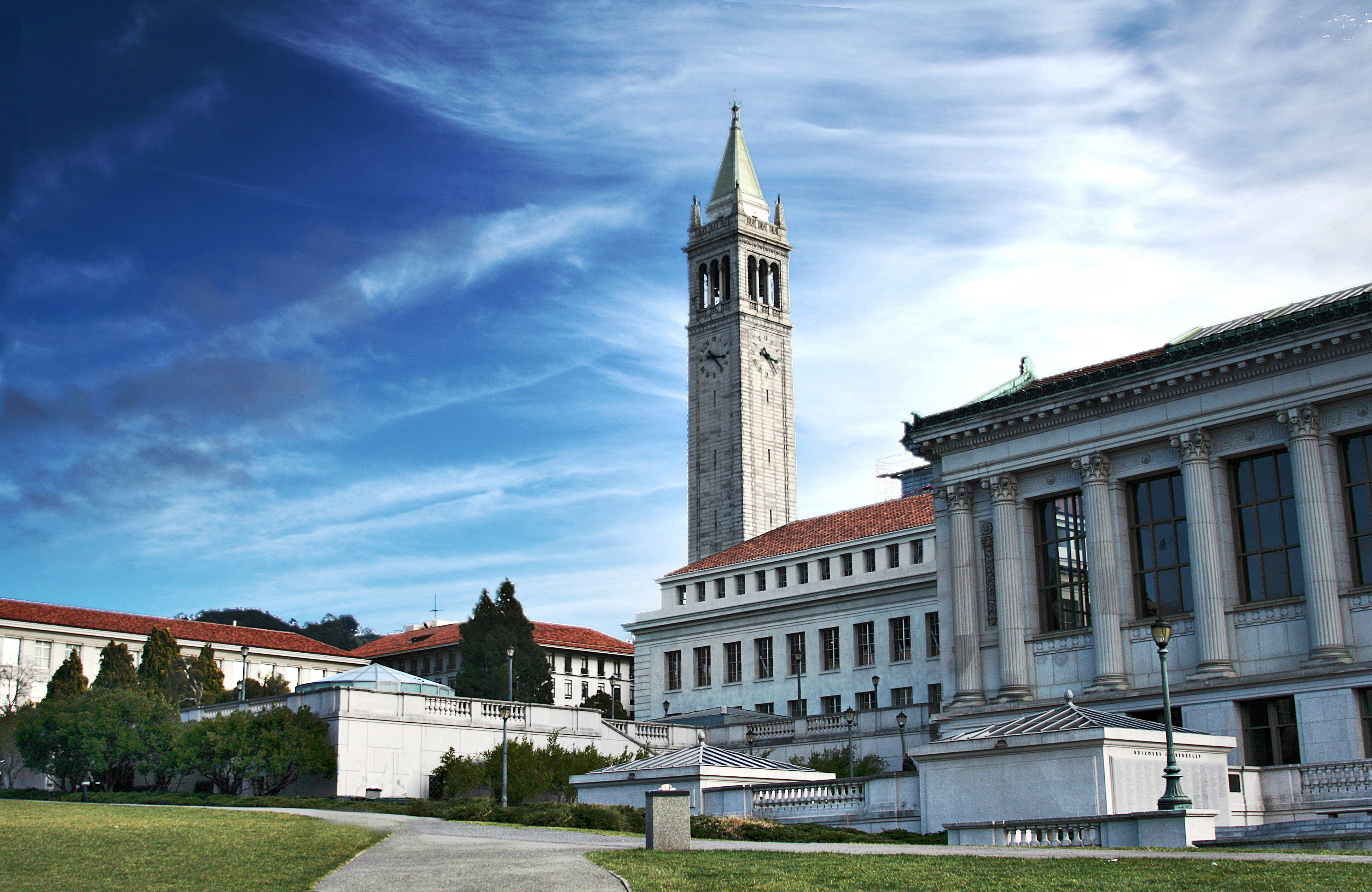
La Universidad de California en Berkeley, donde Jensen trabajó en psicología educativa.

- Jensen. A. R. (1973). Educational differences. London. Methuen.
- Jensen, A. R. (1974). Ethnicity and scholastic achievement. Psychological Reports, 34, 659-668.
- Jensen, A. R. (1974). Kinship correlations reported by Sir Cyril Burt. Behavior Genetics, 4, 1-28.
- Jensen, A. R. (1989). The relationship between learning and intelligence. Learning and Individual Differences, 1, 37-62.
- Jensen, A. R. (1993). Why is reaction time correlated with psychometric g? Current Directions in Psychological Science, 2, 53-56.
- Jensen, A. R. (1993). Spearman's g: Links between psychometrics and biology. In F. M. Crinella, & J. Yu (Eds.), Brain mechanisms: Papers in memory of Robert Thompson (pp. 103–129). New York: Annals of the New York Academy of Sciences.
- Jensen, A. R. (1995). Psychological research on race differences. American Psychologist, 50, 41-42.
- Jensen, A. R. (1996). Giftedness and genius: Crucial differences. In C. P. Benbow, & D. J. Lubinski (Eds), Intellectual talent: Psychometric and social issues (pp. 393–411). Baltimore: Johns Hopkins University.
- Jensen, A. R. (1998) The g factor and the design of education. In R. J. Sternberg & W. M. Williams (Eds.), Intelligence, instruction, and assessment: Theory into practice. (pp. 111–131). Mahwah, NJ: Lawrence Erlbaum.
- Jensen, A. R. (2000). Testing: The dilemma of group differences. Psychology, Public Policy, & Law, 6, 121-128.
- Jensen, A. R. (2002). Galton's legacy to research on intelligence. Journal of Biosocial Science, 34, 145-172.
- Jensen, A. R. (2002). Psychometric g: Definition and substantiation. In R. J. Sternberg, & E. L. Grigorenko (Eds.). The general factor of intelligence: How general is it? (pp. 39–53). Mahwah, NJ, US: Lawrence Erlbaum.
- Kranzler, J. H., & Jensen, A. R. (1989). Inspection time and intelligence: A meta-analysis. Intelligence, 13, 329-347.
- Rushton, J. P., & Jensen, A. R.. (2005). Thirty years of research on Black-White differences in cognitive ability. Psychology, Public Policy, & the Law, 11, 235-294.
- Rushton, J. P., & Jensen, A. R. (2003). African-White IQ differences from Zimbabwe on the Wechsler Intelligence Scale for Children-Revised are mainly on the g factor. Personality and Individual Differences, 34, 177-183.
- Rushton, J. P., & Jensen, A. R. (2005). Wanted: More race-realism, less moralistic fallacy. Psychology, Public Policy, and Law, 11, 328-336.